# أليك سو
أليك سو (بالصينية: 蘇有朋) هو مغني وممثل تايواني، ولد في 11 سبتمبر 1973 بتايبيه في تايوان.

## وصلات خارجية
- أليك سو على موقع IMDb (الإنجليزية)
- أليك سو على موقع ميوزك برينز (الإنجليزية)
- أليك سو على موقع ديسكوغز (الإنجليزية)
- أليك سو على موقع قاعدة بيانات الفيلم (الإنجليزية)